# بيرفورالسك
بيرفورالسك (بالروسية: Первоуральск) هي إحدى مدن روسيا في الكيان الفدرالي الروسي سفيردلوفسك أوبلاست.

## أعلام
- إيغور مالكوف